# Timberlake Wertenbaker
Lael Louisana Timberlake Wertenbaker, född 19 februari 1956 i New York och uppvuxen i Saint-Jean-de-Luz i franska Baskien, är en amerikansk-brittisk dramatiker, som är och har varit verksam i Storbritannien.

## Biografi
Timberlake Wertenbaker studerade vid St John's College vid University of Oxford. Hon debuterade som dramatiker 1978 med This Is No Place for Tallulah Bankhead. 1983-1984 var hon "writer in residence" (husdramatiker) på Royal Court Theatre i London. 1985 utsågs hon till Most Promising Playwright för The Grace of Mary Traverse av den ansedda teatertidskriften Plays and Players. 1988 vann hon Laurence Olivier Award för Best New Play med Our Country's Good.
I Sverige har två av hennes pjäser uppförts av Radioteatern. 1992 spelades Näktergalens kärlek (The Love of the Nightingale), som hade urpremiär på Royal Shakespeare Company 1989, i översättning av Lena Fagerström och regi av Agneta Elers-Jarleman. 1994 gavs Tre fåglar landar på ett fält (Three Birds Alighting on a Field) i regi av Anders Carlberg.
Näktergalens kärlek spelades även av Tyst teater år 2000 i regi av Johan Bernander.

## Dramatik (urval)
| - This Is No Place for Tallulah Bankhead 1978 - The Third 1980 - Second Sentence 1980 - Case to Answer 1980 - Breaking Through 1980 - New Anatomies 1981 - Inside Out 1982 - Home Leave 1982 - Abel’s Sister 1984 - The Grace of Mary Traverse 1985 | - Our Country's Good 1988 - The Love of the Nightingale (Näktergalens kärlek) 1989 - Three Birds Alighting on a Field (Tre fåglar landar på ett fält) 1992 - The Break of Day 1995 - After Darwin 1998 - Dianeira 1999 (radio) - The Ash Girl 2000 - Credible Witness 2001 - Galileo's Daughter 2004 - Scenes of Seduction 2005 (radio) | - Divine Intervention 2006 - The Love of the Nightingale, libretto till en opera av Richard Mills, uruppförd 2007 i Perth, Australien. - Jenůfa 2007 - Arden City 2008 - The Line 2009 - Our Ajax 2013 - The Ant and the Cicada 2014 - Jefferson's Garden 2015 |